# Intrepido (cacciatorpediniere 1913)
L’Intrepido è stato un cacciatorpediniere della Regia Marina.

## Storia
Inquadrato nella III Squadriglia Cacciatorpediniere, l’Intrepido, dopo la fase di addestramento, partecipò a varie crociere in Mediterraneo orientale ed occidentale nel corso del 1913.
L'anno seguente, trasferito alla II Squadriglia, fu impiegato per dragare mine vaganti nell'Adriatico meridionale.
All'entrata dell'Italia nella prima guerra mondiale l’Intrepido faceva parte, con i gemelli Impavido, Indomito, Impetuoso, Irrequieto ed Insidioso, della II Squadriglia Cacciatorpediniere, di base a Taranto (anche se al momento l’Impetuoso si trovava a La Spezia); comandante della nave era il capitano di corvetta De Grenet.
Il 5 giugno 1915 l’Intrepido scortò l'incrociatore britannico Dublin impegnato nel bombardamento di Donzella, sulla costa dalmata.
Il 9 giugno l'unità scortò, insieme ai cacciatorpediniere Indomito, Irrequieto, Impetuoso, Insidioso, Animoso, Ardito, Ardente, Audace ed all'esploratore Quarto, gli incrociatori corazzati Giuseppe Garibaldi e Vettor Pisani, partecipando al bombardamento dei fari di Capo Rodoni e San Giovanni di Medua.
Nelle prime ore del 17 luglio 1915 la nave, insieme all'esploratore Quarto ed ai cacciatorpediniere Animoso ed Irrequieto, bombardò la stazione radiotelegrafica e le altre installazioni militari dell'isola Giuppana (Dalmazia). La missione, in concomitanza con un altro bombardamento effettuato dalla V Divisione navale, fu interrotta in seguito all'avvistamento – da parte delle navi della V Divisione – di sommergibili avversari (che ugualmente silurarono ed affondarono l'incrociatore corazzato Garibaldi sulla rotta di rientro; l’Intrepido prese parte ai soccorsi, che permisero il salvataggio di 525 uomini su 578 imbarcati sull'incrociatore).
Verso le dieci del mattino del 17 agosto dello stesso anno l’Intrepido, che si trovava in crociera, unitamente all'esploratore Quarto ed ai cacciatorpediniere Ardito, Impavido ed Animoso, a settentrione della congiungente Brindisi-Cattaro, raggiunse – insieme alle altre unità – Pelagosa, che alcune ore prima era stata pesantemente bombardata da una formazione navale austro-ungarica.
Il 3 dicembre la nave salpò da Brindisi al comando del capitano di corvetta Leva, per scortare, insieme ad Indomito, Irrequieto, Impetuoso ed Insidioso, uno dei primi convogli di rifornimenti per le truppe italiane dislocate in Albania, composto dai trasporti truppe Re Umberto e Valparaiso (che trasportavano in tutto 1.800 uomini e 150 quadrupedi). Giunto ormai il convoglio all'altezza di San Giovanni di Medua, il Re Umberto, con 765 uomini a bordo, urtò una mina (posata dal sommergibile austro-tedesco UC 14) ed affondò spezzato in due, in un quarto d'ora; i pronti soccorsi – cui l’Intrepido contribuì recuperando un centinaio di naufraghi – permisero tuttavia di salvare 712 uomini.
Dopo aver sbarcato a Valona i superstiti, l’Intrepido ripartì per effettuare una missione antisommergibile, ma alle due del pomeriggio del 4 dicembre, mentre rientrava da tale missione, a meridione di Capo Linguetta, urtò una mina il cui scoppio asportò la prua e dilaniò la sovrastruttura prodiera, uccidendo quattro uomini (l'aspirante Valatelli ed i marinai Polimene, Potenza e Pappalardo) e ferendone alcuni altri, tra cui, in modo grave, lo stesso comandante Leva. La nave fu portata all'incaglio nei pressi di Punta Linguetta per evitarne l'affondamento, ma, ritenendo di non poterla disincagliare e rimorchiare in condizioni di sicurezza, ci si limitò a privarla del materiale riutilizzabile (cannoni, tubi lanciasiluri, altre apparecchiature) e venne quindi abbandonata. Alcuni giorni più tardi il relitto dell’Intrepido affondò su fondali più profondi.
Il relitto della nave è stato individuato nell'aprile 2007, semidistrutto e sparso su fondali di circa 32 metri, nei pressi di Punta Linguetta.